# Kentrophyllum
Kentrophyllum là một chi thực vật có hoa trong họ Cúc (Asteraceae).

## Loài
Chi Kentrophyllum gồm các loài: